# 루비 (프로게이머)
루비(본명: 이솔민, 1998년 8월 11일 ~ )는 대한민국의 리그 오브 레전드 프로게이머로 아이디는 Ruby이다. 포지션은 미드라이너이며 현재 유니콘즈 오브 러브 소속이다.

## 선수 생활
2017년 1월 3일, 팀 배틀코믹스에 입단하면서 프로 커리어를 시작했다.
2018시즌을 앞두고 아프리카 프릭스에 입단했다.
2019시즌을 앞두고 VSG에 입단했다. 스프링 시즌 좋은 모습을 보여주면서 팀의 챌린저스 준우승에 기여했다. 하지만 승격에는 실패했다.
2020시즌을 앞두고 로그 워리어스에 입단했다. 스프링 시즌 팀의 주전으로 출전했다. 서머 시즌에서는 좋지 않은 모습을 보여주면서 우밍에게 주전을 뺏기며 서브 선수로 밀려났다.
2021년 2월, PCS의 붐 e스포츠에 입단했다.
2022시즌을 앞두고 유니콘즈 오브 러브의 2군팀에 입단했다.

## 소속팀
| # | 팀명                           | 소속 기간             | 소속 리그 | 비고 |
| - | ------------------------------ | --------------------- | --------- | ---- |
| 1 | 팀 배틀코믹스                  | 2017.01.03~2017.11.20 | CK        |      |
| 2 | 아프리카 프릭스                | 2017.11.20~2018.12.15 | LCK       |      |
| 3 | VSG                            | 2018.12.15~2019.10.01 | CK        |      |
| 4 | 로그 워리어스                  | 2019.12.18~2020.12.03 | LPL       |      |
| 5 | 붐 e스포츠                     | 2021.02.06~2021.12.20 | PCS       |      |
| 6 | 유니콘즈 오브 러브 섹시 에디션 | 2021.12.20~           | EM        |      |

## 수상 내역
- 리그 오브 레전드 챔피언스 코리아 스프링 2018 준우승
- 리그 오브 레전드 챌린저스 코리아 스프링 2019 준우승